# Fairport Convention
Fairport Convention sunt deseori considerați prima formație de folk electric din Marea Britanie. Formați în 1967, de Simon Nicol, Richard Thompson, Ashley Hutchings și Shaun Frater.

## Discografie
- Fairport Convention 1968
- What We Did on Our Holidays January 1969
- Unhalfbricking July 1969
- Liege & Lief December 1969
- Full House July 1970
- Angel Delight 1971
- Babbacombe Lee 1971
- Rosie 1973
- Nine 1973
- Rising for the Moon 1975
- Gottle O'Geer 1976
- The Bonny Bunch of Roses 1977
- Tipplers Tales 1978
- Gladys Leap 1985
- Expletive Delighted 1986
- In Real Time 1987
- Heyday 1987
- Red And Gold 1989
- The Five Seasons 1990
- Jewel in the Crown 1995
- Old New Borrowed Blue 1996 (Fairport Acoustic Convention)
- Who Knows Where the Time Goes 1997
- The Cropredy Box 1998
- Cropredy 98 1999
- The Wood and the Wire 1999
- Fairport Convention XXXV|XXXV 2001
- Over the Next Hill 2004
- Sense of Occasion 2007

### Live Albums
- Fairport Live Convention 1974 aka A Moveable Feast
- Live at the L.A. Troubadour January 1977 (Recorded Sept 1970)
- Farewell Farewell 1979 aka Encore Encore
- Moat On The Ledge - Live At Broughton Castle 1982
- House Full (live) June 1986 (Recorded Sept 1970)
- 25th Anniversary Concert 1992
- The Quiet Joys of Brotherhood 2004
- Journeyman's Grace 2005
- Live at the BBC 2007

### Albume de compilație
- History of Fairport Convention 1972 compilation
- Tour Sampler 1975 (UK Only issue)
- The Woodworm Years 1991 compilation
- Rhythm Of The Times 2003 Pickwick compilation from 1985-1990

#### Interviuri
- Five-Part 35th Anniversary Interview in Innerviews by Anil Prasad
- Guitar Player Magazine Interview

#### Situri ale fanilor
- Expletive Delighted fansite Arhivat în 9 mai 2008, la Wayback Machine. .
- Fiddlestix: Australian Friends of Fairport Arhivat în 4 iulie 2008, la Wayback Machine.
- Another extensive fan site Arhivat în 17 iulie 2007, la Wayback Machine. (Daniel Walton)

1. ↑   http://www.acclaimedmusic.net/album/A172.htm Lipsește sau este vid: |title= (ajutor)
2. ↑   http://www.acclaimedmusic.net/song/S2539.htm Lipsește sau este vid: |title= (ajutor)